# Syndrome de la Schtroumpfette

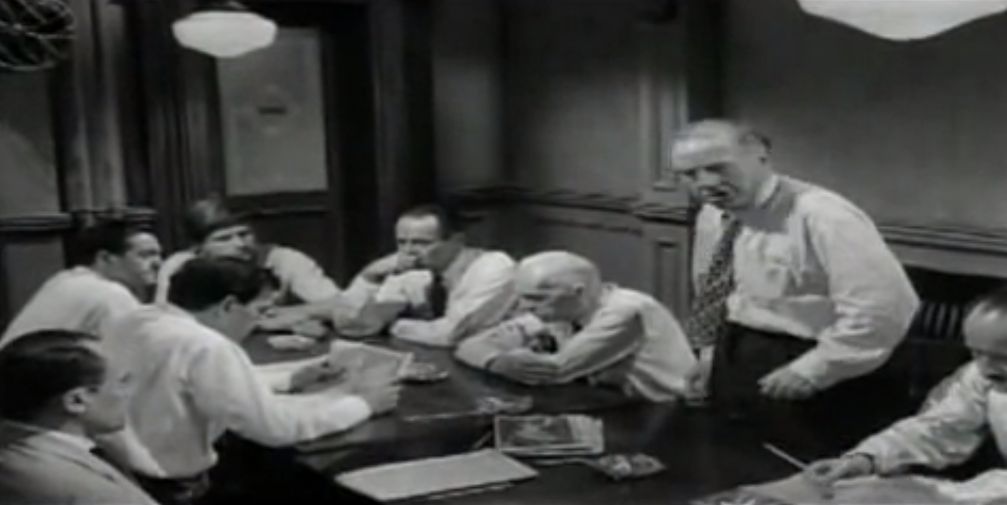
Le syndrome de la Schtroumpfette à l'œuvre dans Douze Hommes en colère de Sidney Lumet.

Le syndrome de la Schtroumpfette (ou le principe de la Schtroumpfette), nommé d'après le personnage éponyme, est celui de la sur-représentation (volontaire ou inconsciente) des protagonistes masculins dans les œuvres de fiction, au détriment des protagonistes féminins. Ce concept permet notamment de mettre en avant le fait que chaque homme a sa propre personnalité, tandis que les femmes d'univers de fiction n'existent souvent qu'à travers leur rôle de femme.

## Origine de l'expression
L'expression Smurfette principle (« principe de la Schtroumpfette » en anglais) a été proposée par la critique américaine Katha Pollitt dans un article du New York Times d'avril 1991.

« Les séries télévisées récentes ont souvent seulement des personnages masculins, comme Garfield, ou sont organisées selon ce que j'appelle le syndrome de la Schtroumpfette : un groupe de copains, accompagnés d'une seule femme, en général définie de manière stéréotypée… Le message est clair. Les garçons sont la norme, les filles la variation ; les garçons sont centraux quand les filles sont à la périphérie ; les garçons sont des individus alors que les filles sont des stéréotypes. Les garçons définissent le groupe, son histoire et ses valeurs. Les filles existent seulement dans leur relation aux garçons. »

Dans la série de bandes dessinées Les Schtroumpfs, la Schtroumpfette est en effet l'unique personnage féminin récurrent.
La journaliste américaine Jessica Bennett attribue l'expression « syndrome de la Schtroumpfette » à Nancy-Ann DeParle et Alyssa Mastromonaco, adjointes du chef de cabinet de la Maison-Blanche sous la présidence de Barack Obama.

## Effets du syndrome
Le syndrome de la Schtroumpfette a pour effet de centrer un récit autour des hommes, où la femme n'existe éventuellement qu'en référence à ceux-ci,.

## Dans la culture populaire

### Littérature
- À Port Mars sans Hilda d'Isaac Asimov, les personnages féminins sont rarissimes, comme dans la science-fiction de l'époque.
- Les bandes dessinées Tintin mettent en scène et donnent la parole à très peu de personnages féminins, le seul mémorable étant la Castafiore.

### Films et séries
Le syndrome peut être observé dans les films et séries suivants qui ne font intervenir qu'un seul personnage féminin.
- Winnie l'ourson : Grand Gourou
- Les Aventures de Tintin : Bianca Castafiore[6]
- Le Muppet Show : Miss Piggy
- Star Wars : Leia Organa
- Les Tortues Ninja : April O'Neil
- Seinfeld : Elaine Benes[7]
- Ocean's Eleven : Tess Ocean
- La Ligue des gentlemen extraordinaires : Mina Harker
- The Big Bang Theory : Penny (dans les saisons 1 à 3)
- Prince of Persia : Les Sables du Temps : Tamina
- Kingsman : Services secrets : Roxanne "Roxy" Morton
- Gladiator : Lucilla

#### Univers cinématographique Marvel
- Avengers : La Veuve Noire
- Les Gardiens de la Galaxie : Gamora[8]
- The Defenders : Jessica Jones